# Scott Coolbaugh
Scott Robert Coolbaugh (né le 13 juin 1966 à Binghamton, New York, États-Unis) est un joueur de troisième but au baseball qui a évolué de 1989 à 1994 dans les Ligues majeures.
 

## Carrière de joueur
Joueur des Longhorns de l'Université du Texas à Austin, Scott Coolbaugh est un choix de troisième ronde des Rangers du Texas en 1987. Il joue son premier match dans le baseball majeur avec Texas le 2 septembre 1989. Après avoir disputé 25 parties pour les Rangers en 1989 puis 67 la saison suivante, il est échangé aux Padres de San Diego le 12 décembre 1990 contre le receveur Mark Parent. Il s'aligne avec San Diego pour une soixantaine de matchs en 1991 avant de faire un séjour prolongé dans les ligues mineures dans l'organisation des Padres, des Reds de Cincinnati, des Orioles de Baltimore et des Cardinals de Saint-Louis. Il revient dans les majeures en 1994 pour 15 matchs avec les Cardinals.
Alors qu'un conflit de travail s'éternise dans les Ligues majeures, Coolbaugh s'exile au Japon en 1995 et joue deux saisons avec les Hanshin Tigers de la Ligue centrale, entrecoupé d'un passage au Canada avec les Lynx d'Ottawa, club-école des Expos de Montréal. En 1997, il s'aligne en ligue mineure avec un club-école des White Sox de Chicago. Parti en Corée du Sud, il joue pour les Hyundai Unicorns de la KBO en 1998. Sa tentative de revenir les majeures prend fin en 1999 après une année comme joueur-instructeur d'un club de ligues mineures, les Diablos d'El Paso, affilié aux Diamondbacks de l'Arizona.
Scott Coolbaugh, un joueur de troisième but, a disputé 167 matchs dans les Ligues majeures. Sa moyenne au bâton s'élève à ,215 avec 93 coups sûrs, 8 circuits, 41 points produits et 44 points marqués.

## Carrière d'entraîneur
Scott Coolbaugh est joueur et instructeur des Diablos d'El Paso, le club-école Double-A des Diamondbacks de l'Arizona dans la Ligue du Texas en 1999. Il devient manager de quelques clubs des mineures affiliés aux Diamondbacks : les Mavericks de High Desert dans la Ligue de Californie en 2000, les JetHawks de Lancaster dans la même ligue en 2001, puis plus tard les Diablos d'El Paso en 2003 et 2004. En 2002, il est l'instructeur des frappeurs à El Paso.
Il passe à l'organisation des Rangers du Texas en 2007 : il y est instructeur des frappeurs pour les RoughRiders de Frisco (Double-A) en 2007 et 2008 puis pour les RedHawks d'Oklahoma City (Triple-A) en 2009 et 2010. Enfin, il commence l'année 2011 dans les mêmes fonctions chez l'Express de Round Rock, nouveau club-école Triple-A des Rangers.
Le 8 juin 2011, Coolbaugh est nommé instructeur des frappeurs des Rangers du Texas après le congédiement de Thad Bosley. Il accompagne les Rangers en Série mondiale 2011, perdue face à Saint-Louis. En juillet 2012, il fait partie de l'équipe d'entraîneurs de la Ligue américaine au 83e match des étoiles du baseball majeur, aux côtés du gérant des Rangers, Ron Washington. Il accepte un autre poste dans l'organisation texane après la 2012 et le poste d'instructeur des frappeurs est offert à Dave Magadan.

## Vie personnelle
Scott Coolbaugh est son épouse Susan ont deux enfants, un fils prénommé Tyler né en 1993 et une fille prénommée Chandler née en 1996. Scott est le frère aîné de Mike Coolbaugh, un ancien joueur des Ligues majeures mort tragiquement en 2007 après un accident survenu sur un terrain de baseball des ligues mineures.